# Bunkie (film)
Pour la localité, voir Bunkie.

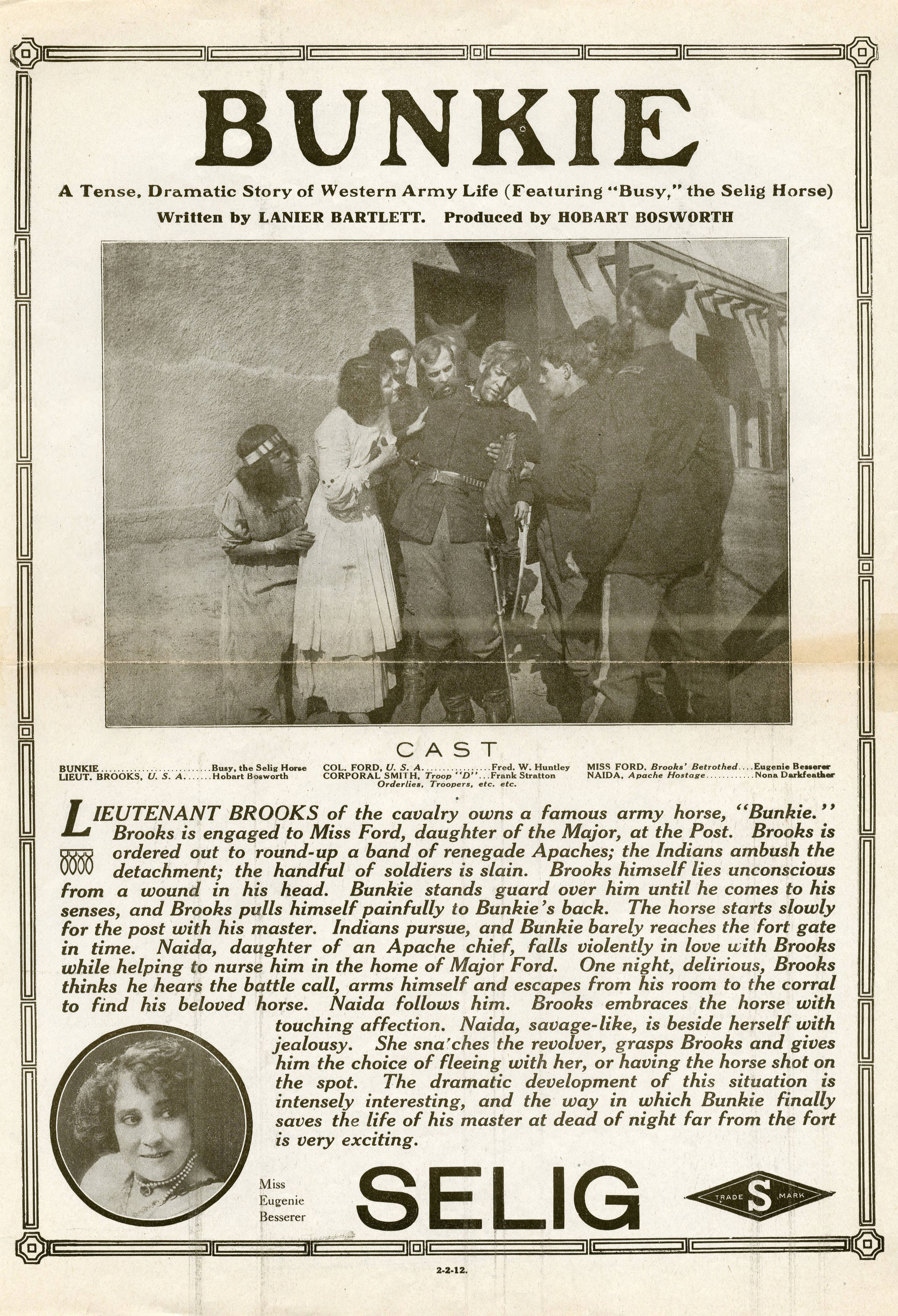
Prospectus faisant la promotion du film, avec le titre en entête, l'image d'une scène tirée de l’œuvre, les noms des acteurs principaux, et le résumé.

Bunkie  est un film muet américain réalisé par Hobart Bosworth et sorti en 1912.

## Fiche technique
- Réalisation : Hobart Bosworth
- Scénario : Lanier Bartlett, d'après son histoire
- Producteur : William Selig
- Dates de sortie :
  - France : 2 février 1912

## Distribution
- Hobart Bosworth : Lieutenant Brook
- Fred Huntley
- Phil Stratton
- Eugenie Besserer
- Mona Darkfeather : la servante apache
- Busy, le cheval